# Przełęcz Długa (Gorce)

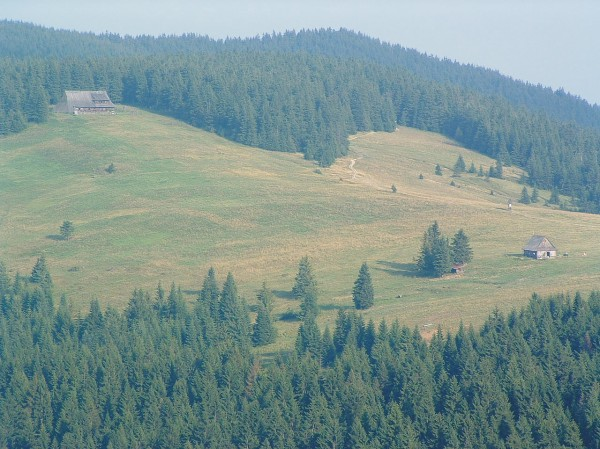
Przełęcz Długa z bacówką. Po lewej stronie u góry „Chatka u Metysa”

Przełęcz Długa – przełęcz w Gorcach po wschodniej stronie szczytu Turbacza, w długim Paśmie Gorca ciągnącym się od Turbacza we wschodnim kierunku. Północne jej zbocza opadają do głębokiej doliny Kamienickiego Potoku (górna część Kamienicy Gorczańskiej), południowe do doliny Łopuszanki.
Jest to łagodne, trawiaste siodło. Znajdują się na nim dwie polany: po północnej stronie duża polana Wzorowa, po południowej mniejsza polana Wierchy Zarębskie. Obydwie wchodzą w skład Hali Długiej. Rejon przełęczy położony jest na obszarze Gorczańskiego Parku Narodowego. Po włączeniu go do obszaru parku zniesiono wypas owiec na wszystkich jego polanach. Spowodowało to ich zarastanie w wyniku naturalnej sukcesji ekologicznej. Aby nie dopuścić do zarośnięcia lasem, na Halę Długą znów wróciły owce, i obecnie odbywa się tutaj kulturowy wypas. Na przełęczy znajduje się bacówka, w której można kupić oscypki i napić się żętycy.
Przełęcz Długa była też świadkiem tragicznych wydarzeń. 17 lipca 1943 zastrzelona tutaj została przez Niemców młoda dziewczyna, która biegła ostrzec partyzantów przed nimi. Wydarzenie to upamiętnia krzyż obok bacówki.
Wiosną na przełęczy masowo zakwita szafran spiski, popularnie nazywany krokusem. Z ciekawszych roślin tu rosnących występują m.in.: kuklik górski, macierzanka halna, jastrzębiec alpejski i storczyki: storczyca kulista, listera jajowata, gółka długoostrogowa.
Grzbietem od Turbacza przez Przełęcz Długą biegnie granica między wsią Zasadne w powiecie limanowskim i wsią Łopuszna w powiecie nowotarskim.

## Szlaki turystyki pieszej
Główny Szlak Beskidzki, odcinek: Przełęcz Knurowska – Karolowe – Rąbaniska – Zielenica – Hala Nowa – Hala Młyńska – Kiczora – Trzy Kopce – Polana Gabrowska – Przełęcz Długa – Turbacz. Odległość 8,5 km, suma podejść 610 m, suma zejść 140 m, czas przejścia 3 godz., z powrotem 2 godz. 5 min.
 odcinek: Gorc – Przysłop Dolny – Przysłop – Przysłop Górny – Średniak – polana Jaworzyna – Trzy Kopce – Polana Gabrowska – Przełęcz Długa – Turbacz. Odległość 10,4 km, suma podejść 370 m, suma zejść 270 m, czas przejścia 2 godz. 50 min, z powrotem 2 godz. 30 min.